# 释法宝

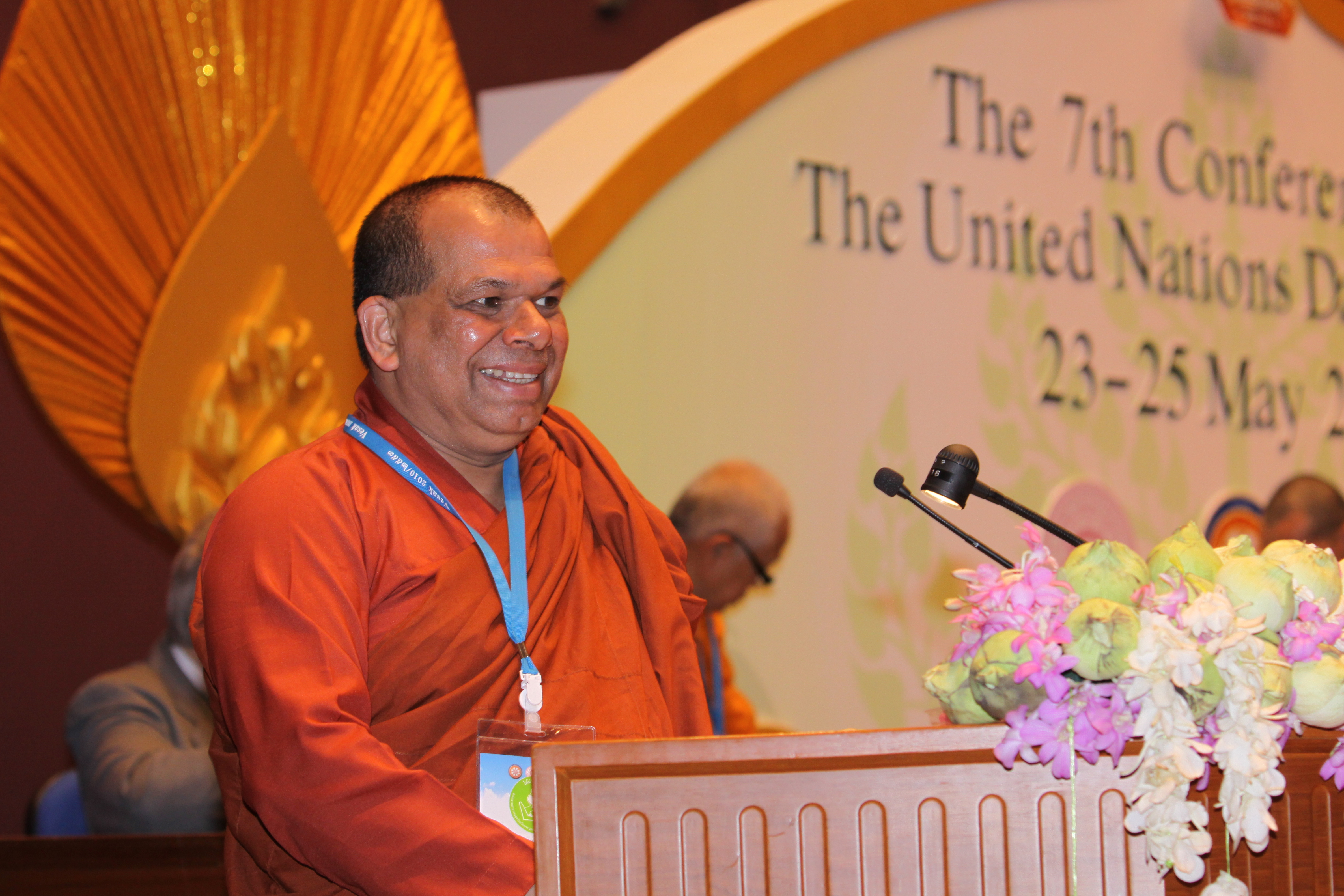
主持国际会议的法宝法师

释法宝（Dhammaratana，1956年—），法国籍斯里兰卡佛教高僧，哲學博士，俗名Tampalawela Dhanapāla (護財), 出生于斯里兰卡乌瓦-维拉萨（Uva-Wellassa）地区。

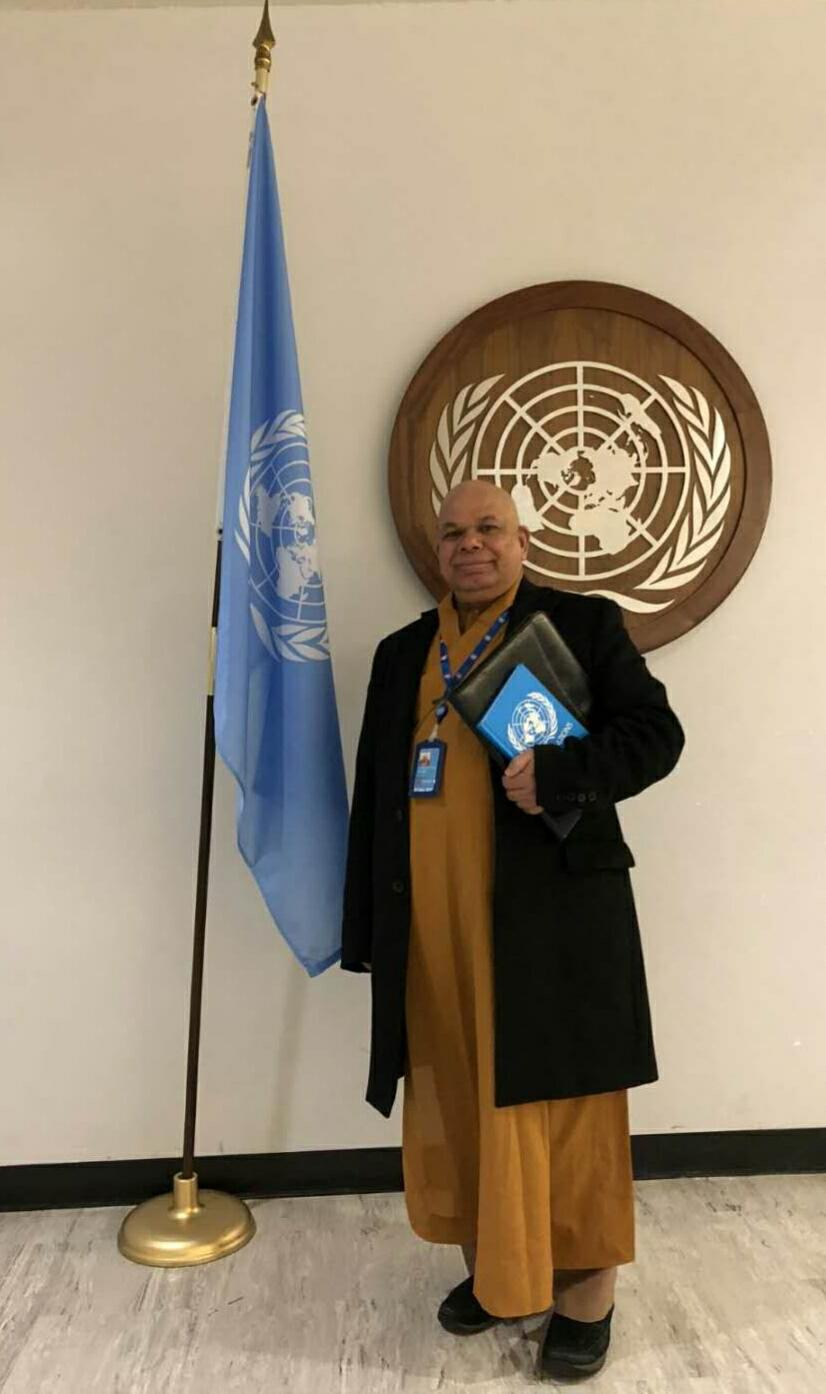
在紐約聯合國總部

## 生平
八岁出家为僧，在具有皇家荣誉的博学大师身边，受到严格的上座部传统教育，二十岁时受具足戒。
法宝法师出色地完成了中学学业，于1980年进入斯里兰卡给拉尼亚（Kelaniya）大学，于1984年取得学士学位。

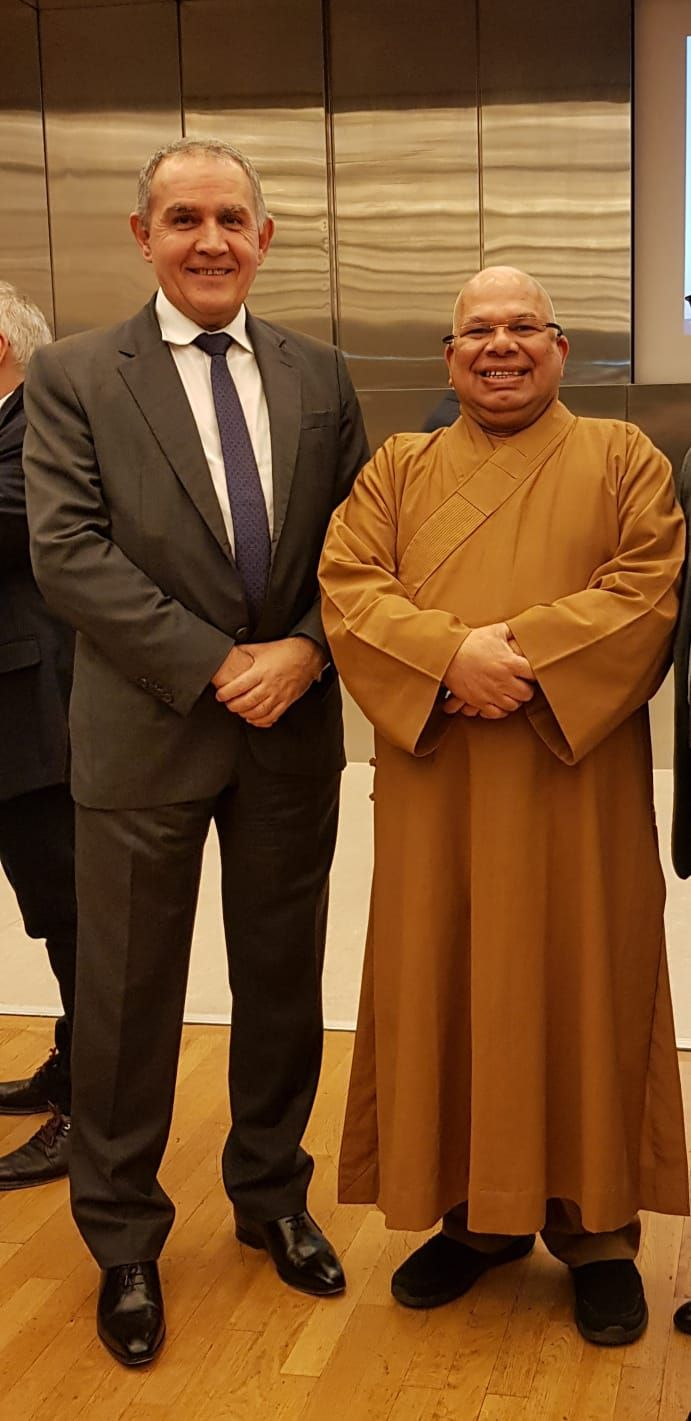
與馬恩河谷省省長雷蒙•勒度恩先生合影

法师于1985年到法国，进入索邦大学学习，取得硕士和博士学位（1994），导师为米歇尔·乌兰，论文题目为《巴利文佛经中无我理论的某些现象》。
法师曾長期住在巴黎东南郊区桥连城的灵山寺院，并任灵山佛教系统（在全世界有几十座寺院）的秘书长。作为法国佛教协会的发起人之一，法师曾任法国佛教协会會長，为佛法的弘扬和佛教在法国的发展作出了重要贡献。
法宝法师任世界佛教协会副会长（会址在曼谷），世界僧伽协会理事会理事（会址在台北），世界无上如来佛教徒组织执行委员（会址在首尔），世界佛教大学理事会理事（校址在曼谷），在佛教国际舞台上扮演着积极活跃的角色。

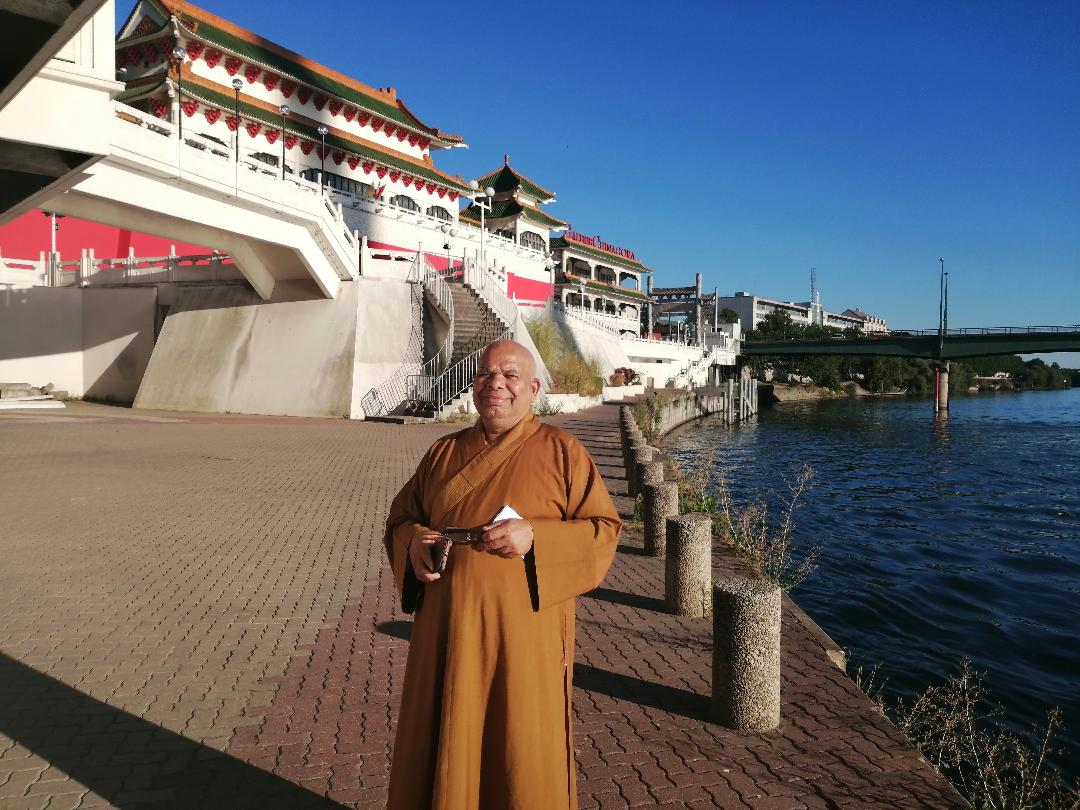
在馬恩河與塞納河交匯處中國城

近二十年来，法宝法师在联合国教科文组织工作，负责世界佛教事务。於2006年在巴黎教科文总部，他出色地组织了由澳大利亚净宗协会会长净空法师策劃、贊助的释迦牟尼佛诞辰2550周年的盛大庆典。
2012年至2016年，法宝法师於暑假期间在嵩山少林寺举办系列讲座，向僧俗大众介绍佛学理论与禅修知识。
受浄行长老的委托，数年来，法宝法师为法国灵山佛学院的筹建作了大量工作，该学院於2016年10月成立，他出任灵山佛学院教务长。該學院坐落於馬恩河谷省塞纳河畔维特里市。
2018年3月21日法宝法师被任命为“国际卫塞（佛陀诞辰）节理事会”驻联合国组织代表。
在德國佛教界的幫助下，他於2021年創立了法蘭克福佛教學院，並當選為這所新佛學院的首任院長，自2022年9月起，與該學院院長釋微妙法師一起，全權負責指導諸如跨文化和跨宗教對話等所有學術活動，以及佛法的精神實踐。
在他65周歲生日之際，其朋友、弟子和同事獻給他一本名為《（佛）法遠行》（Darmayātrā）的佛學研究專集, 其中包括38篇由佛教學者和學術界著名教授撰寫的研究文章，向他致以崇高而誠摯的敬意，以表彰他半個多世紀以來對佛教在世界五湖四海的發展所作的不懈貢獻，並紀念他作為佛教僧侶和國際領袖的身份和地位。
法宝法师扮演着将佛教的社会和谐及内心安宁信息传向世界各个角落的重要角色。